# Bornholms Kunstmuseum
Bornholms Kunstmuseum er et dansk kunstmuseum ved Helligdomsklipperne seks km nord for Gudhjem. Museet blev grundlagt i 1893 i Rønne som en del af Bornholms Museum. Siden 1993 har museet været selvstændigt i nyopførte bygninger.
Museet har en stor samling af bornholmsk kunst fra begyndelsen af 1800-tallet til i dag samt en stor samling kunsthåndværk som keramik og glas. Samlingen er koncentreret om kunst med relation til Bornholm og med særligt fokus på værker af Bornholmermalerne som Oluf Høst, Olaf Rude, Karl Isakson og Niels Lergaard.
Den 4.000 m² store museumsbygning, der blev indviet i 1993, er tegnet af arkitektfirmaet Fogh og Følner ApS, der også tegnede en udvidelse af museet, der blev indviet i 2003. Samlingen ejes og drives af Bornholms Museumsforening, mens bygningerne ejes af Bornholms Regionskommune. Museets drift sponsoreres af en række virksomheder; hovedsponsor var Danske Færger A/S mellem 2006 og 2010. Byggeriet af museet blev bl.a. støttet af en række fonde: Sparekassen Bornholms Fond, Fonden Realdania, A. P. Møller og hustru Chastine Mærsk Mckinney Møllers Fond til almene Formål, Augustinus Fonden, Frimodt-Heineke Fonden, Knud Højgaards Fond, NordeaDanmark Fonden, Tømmerhandler Johannes Foghs Fond og Aase og Ejnar Danielsens Fond. 

## Galleri
- Kristian Zahrtmanns portræt af Vilhelmine Erichsen
- Kristian Zahrtmann:Leonora Christina i Blåtårn
- Karl Isakson: Stående nøgenmodel
- Michael Ancher: Portræt af Martin Andersen Nexø

- Lars Hansen: Selvportræt
- Johan Anton Bech: Etatsrådinde Marie Kofoed
- Hammershus malet af Ferdinand Richardt